# Келкит
Келкит (на турски: Kelkit Çayı) е река в Северна Турция, десен, най-голям приток на река Йешилърмак. С дължина 356 km и площ на водосборния басейн 11 455 km² река Келкит води началото си на 1903 m от южния склон на Източнопонтийските планини в тяхната най-източна част. По цялото си протежение тече в западна посока, в дълбока, на места каньоновидна долина, покрай южното подножие на Източнопонтийските планини, като образува леко изпъкнала на юг дъга. Влива се отдясно в река Йешилърмак (вливаща се в Черно море) на 196 m н.в. в близост до селището Калекьой. Основен приток е река Алукка (десен). Среден годишен отток в долното течение – 70 m³/s. В средното ѝ течение, в района на град Сушехри, е изградена каскада от 3 язовира, с мощни ВЕЦ-ове в основата на преградните им стени. По-големите селища по течението ѝ, разположени в малки долинни разширения, са градовете Сушехри, Решадие, Никсар, Ербаа.